# 日耶尔
日耶尔（法語：Gières，法語發音：[ʒjɛʁ] ⓘ），法国东南部城市，奥弗涅-罗讷-阿尔卑斯大区伊泽尔省的一个市镇，隶属于格勒诺布尔区，其市镇面积为6.93平方公里，2022年1月1日时人口数量为7,353人，在法国城市中排名第1,497位。
日耶尔位于伊泽尔省中南部，伊泽尔河左岸，省会格勒诺布尔市区东侧，是格勒诺布尔的一个近郊卫星城，格勒诺布尔大学城的部分区域位于其市镇范围内。

## 地名来源
根据当地官方网站的论述，“Gières”一名来源于阿拉伯语单词“djarra”，意为“器皿、陶器”。
“Gières”自1801年起成为当地官方名称，在此之前，日耶尔的地名拼写为“Gierres”。

## 历史

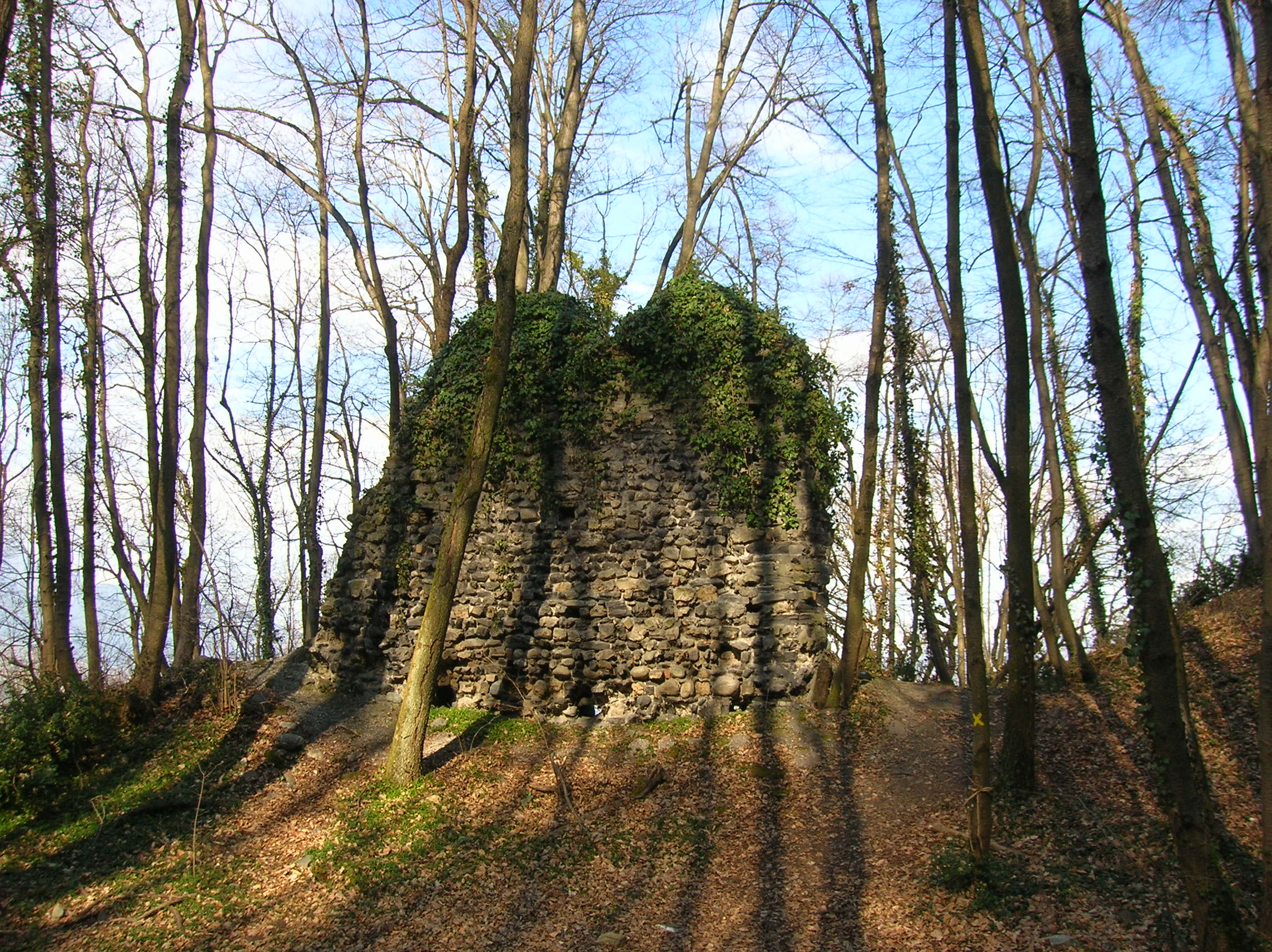
日耶尔城堡遗址

日耶尔的早期历史尚不清楚。根据当地官方网站的论述，日耶尔所在的格雷西沃当地区在古典时期就已出现人类活动。中世纪时，日耶尔长期为多菲内的一部分，当地最初于1115年出现了一座教堂。13世纪时，日耶尔领主在此修建日耶尔城堡，后者在宗教战争期间被毁。16世纪时，日耶尔出现了黄油贸易集市。法国大革命后，日耶尔成为伊泽尔省的一个市镇。工业革命期间，途径日耶尔的格勒诺布尔—蒙梅利扬铁路建成通车。自20世纪60年代以来，得益于格勒诺布尔的城市扩张，日耶尔人口数量逐年增加，当地兴建了现代居民区及通勤车站，其市镇北部78公顷的土地被开发为科教园区。

## 地理

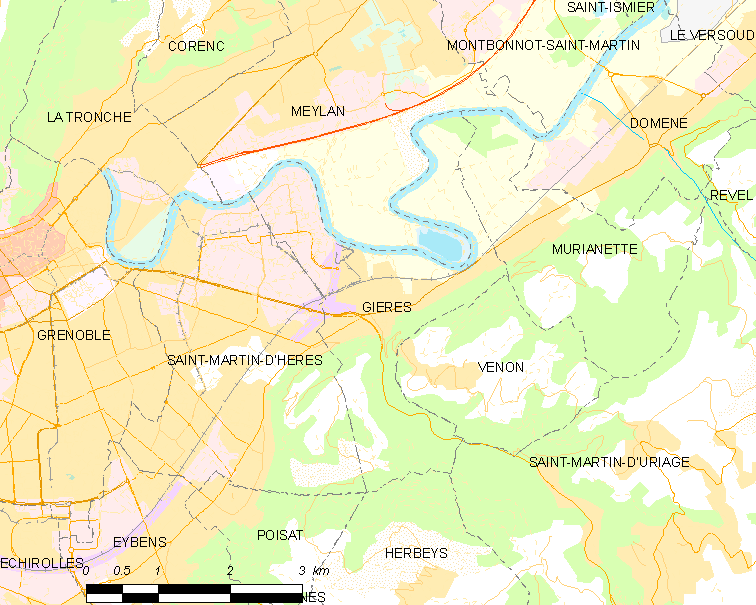
日耶尔市镇范围地图

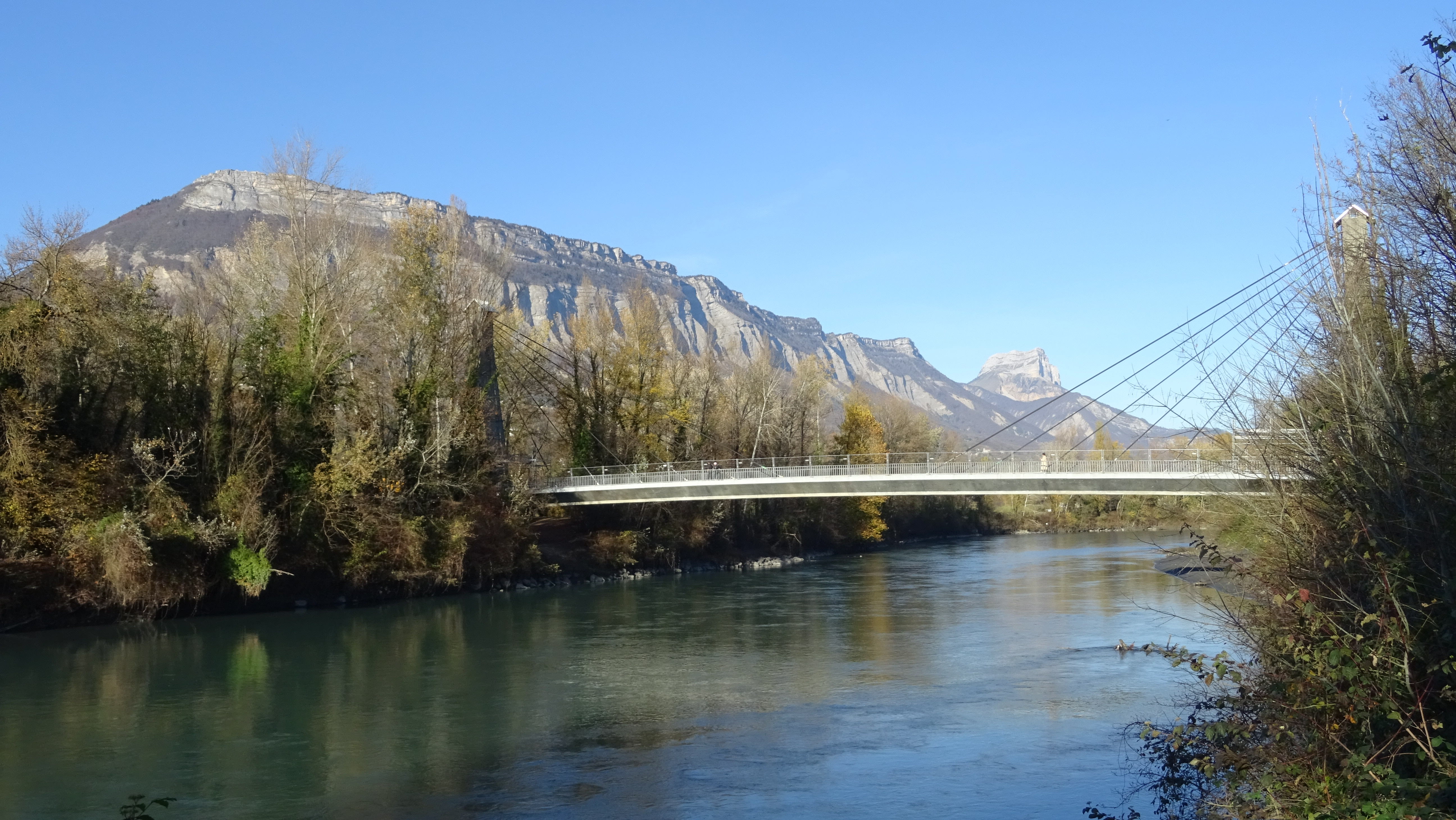
伊泽尔河日耶尔段

日耶尔位于法国东南部，奥弗涅-罗讷-阿尔卑斯大区东南部和伊泽尔省中部，距离省会格勒诺布尔大约5公里。与日耶尔接壤的市镇包括：梅朗、米里亚内特、沃农、埃尔贝、圣马丁代尔和圣马丹迪里亚日。

### 地形
日耶尔位于格雷西沃当河谷西南端，境内包括平原和山地两大地形区，其中北侧地区地势平坦，南侧为陡峭的贝勒多讷山脉，全境海拔在205到660米之间。

### 水文
日耶尔位于罗讷河流域范围内，伊泽尔河干流自东向西流经市镇北界，其左岸支流索南河（Le Sonnant）自南向北流经镇中心，后者水量较小，部分河段被人工建筑物覆盖。

### 植被
日耶尔属于温带阔叶混交林区，林地多分布于山地地带，此外格勒诺布尔大学城内建有大面积的人工绿地。
在鲜花城市的评比中，日耶尔被评为2星级鲜花城市。

### 气候
日耶尔在柯本气候分类法中属于温带海洋性气候（Cfb）。
距离日耶尔最近的常年气象站位于勒韦尔苏境内，以下为该气象站的数据（其中极端气温值取自圣马丁代尔气象站，三月份的日照数据取自格勒诺布尔-圣茹瓦尔气象站）：
| 勒韦尔苏 1981年－2019年 | 勒韦尔苏 1981年－2019年 | 勒韦尔苏 1981年－2019年 | 勒韦尔苏 1981年－2019年 | 勒韦尔苏 1981年－2019年 | 勒韦尔苏 1981年－2019年 | 勒韦尔苏 1981年－2019年 | 勒韦尔苏 1981年－2019年 | 勒韦尔苏 1981年－2019年 | 勒韦尔苏 1981年－2019年 | 勒韦尔苏 1981年－2019年 | 勒韦尔苏 1981年－2019年 | 勒韦尔苏 1981年－2019年 | 勒韦尔苏 1981年－2019年 |
| 月份                    | 1月                     | 2月                     | 3月                     | 4月                     | 5月                     | 6月                     | 7月                     | 8月                     | 9月                     | 10月                    | 11月                    | 12月                    | 全年                    |
| ----------------------- | ----------------------- | ----------------------- | ----------------------- | ----------------------- | ----------------------- | ----------------------- | ----------------------- | ----------------------- | ----------------------- | ----------------------- | ----------------------- | ----------------------- | ----------------------- |
| 历史最高温 °C（°F）     | 20.1 (68.2)             | 22.8 (73.0)             | 27.7 (81.9)             | 31.6 (88.9)             | 35.4 (95.7)             | 38.6 (101.5)            | 40.8 (105.4)            | 42.6 (108.7)            | 34.6 (94.3)             | 31.8 (89.2)             | 24.6 (76.3)             | 21.5 (70.7)             | 42.6 (108.7)            |
| 平均高温 °C（°F）       | 6.3 (43.3)              | 9.4 (48.9)              | 14.2 (57.6)             | 18.5 (65.3)             | 22.7 (72.9)             | 27 (81)                 | 28.4 (83.1)             | 27.2 (81.0)             | 23.2 (73.8)             | 18.5 (65.3)             | 11 (52)                 | 6.5 (43.7)              | 17.7 (63.9)             |
| 日均气温 °C（°F）       | 2.2 (36.0)              | 4.5 (40.1)              | 8.5 (47.3)              | 12.2 (54.0)             | 16.6 (61.9)             | 20.4 (68.7)             | 21.7 (71.1)             | 20.9 (69.6)             | 17.3 (63.1)             | 13.2 (55.8)             | 6.9 (44.4)              | 2.8 (37.0)              | 12.3 (54.1)             |
| 平均低温 °C（°F）       | −1.9 (28.6)             | −0.5 (31.1)             | 2.7 (36.9)              | 6 (43)                  | 10.5 (50.9)             | 13.8 (56.8)             | 14.9 (58.8)             | 14.6 (58.3)             | 11.5 (52.7)             | 7.9 (46.2)              | 2.7 (36.9)              | −0.9 (30.4)             | 6.8 (44.2)              |
| 历史最低温 °C（°F）     | −16.6 (2.1)             | −12.9 (8.8)             | −8.7 (16.3)             | −3.2 (26.2)             | 1.4 (34.5)              | 3.7 (38.7)              | 7.6 (45.7)              | 7.2 (45.0)              | 2.8 (37.0)              | −3.6 (25.5)             | −10.7 (12.7)            | −14.4 (6.1)             | −16.6 (2.1)             |
| 平均降水量 mm（）       | 69.7 (2.74)             | 58.4 (2.30)             | 80.8 (3.18)             | 73.4 (2.89)             | 88.7 (3.49)             | 76.6 (3.02)             | 69.1 (2.72)             | 102.3 (4.03)            | 78.3 (3.08)             | 91.6 (3.61)             | 93 (3.7)                | 72.2 (2.84)             | 954.1 (37.56)           |
| 月均日照時數            | 88.8                    | 112.5                   | 169.8                   | 178.3                   | 201.3                   | 264.3                   | 273.7                   | 234                     | 195.9                   | 135.7                   | 75                      | 68.1                    | 1,997.4                 |
| 来源：infoclimat.fr     |                         |                         |                         |                         |                         |                         |                         |                         |                         |                         |                         |                         |                         |

## 行政区划
日耶尔的市镇编号为38179，邮政编号为38610。
在行政管理方面，日耶尔隶属于法国奥弗涅-罗讷-阿尔卑斯大区伊泽尔省格勒诺布尔区；在地方选举方面，日耶尔隶属于圣马丁代尔县，其市镇范围全境被划入伊泽尔省第二选区；在社会管理方面，日耶尔是格勒诺布尔阿尔卑斯都会区的组成部分。
截至2023年8月，日耶尔市镇范围内暂无任何城市敏感街区及城市政策优先街区。
法国国家统计与经济研究所（简称）在进行数据统计时，将日耶尔及相邻的另外52个市镇设为格勒诺布尔城市核心区（2020年调整至38个），并将包括核心区在内的周边共192个市镇划为格勒诺布尔城市区。自2020年起，格勒诺布尔城市区被包含204个市镇的格勒诺布尔城市辐射区代替。此外，还将日耶尔市镇分为了两个“块区”（IRIS），以便于统计人口分布情况。

## 交通

### 公路
法国国道N87线（格勒诺布尔环城公路）和伊泽尔省省道D164线、D269线、D523线、D524线在日耶尔境内交汇。奥弗涅-罗讷-阿尔卑斯大区城际客运T81线、T87线、T88线和T89线经过日耶尔。
2020年，73.7%的日耶尔家庭拥有至少一辆私人汽车。2021年，日耶尔境内共发生各类交通事故5起，造成1人遇难，6人受伤，其中1人重伤。
|  | 3.7 |

| 格勒诺布尔 | 5 |

| 埃希罗勒 | 8 |

| 拉特龙什 | 8 |

### 铁路

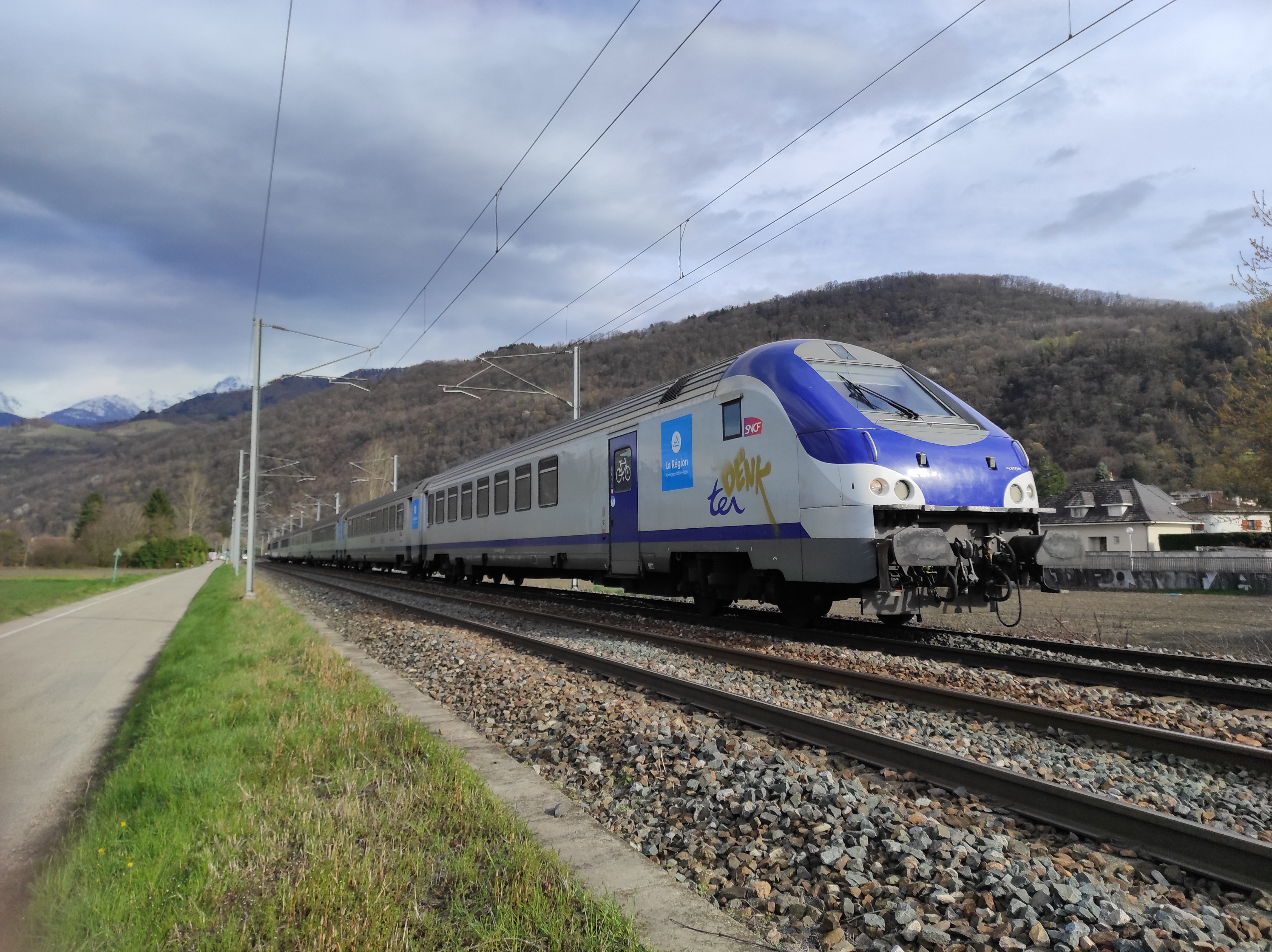
途径日耶尔的一列区域列车

日耶尔位于格勒诺布尔－蒙梅利扬铁路上。格勒诺布尔大学-日耶尔站位于日耶尔市区内，老城区和大学城之间，该站停靠往返于格勒诺布尔和尚贝里之间的区域列车，部分车次可直通日内瓦、阿讷西及瓦朗斯。

### 航空
距离日耶尔最近的民用航空站为101公里外的里昂圣埃克絮佩里机场。

### 城市公共交通
日耶尔是格勒诺布尔城市公共交通（商业名称为）的服务范围。截至2023年9月，该系统共包括五条有轨电车线路和数十条公交线路，其中有轨电车B线、C线和格勒诺布尔公交C5线、C7线、14路、15路、23路、59路、42路、62路经过日耶尔。日耶尔有轨电车维修中心亦位于日耶尔境内。

## 政治

### 市政内阁

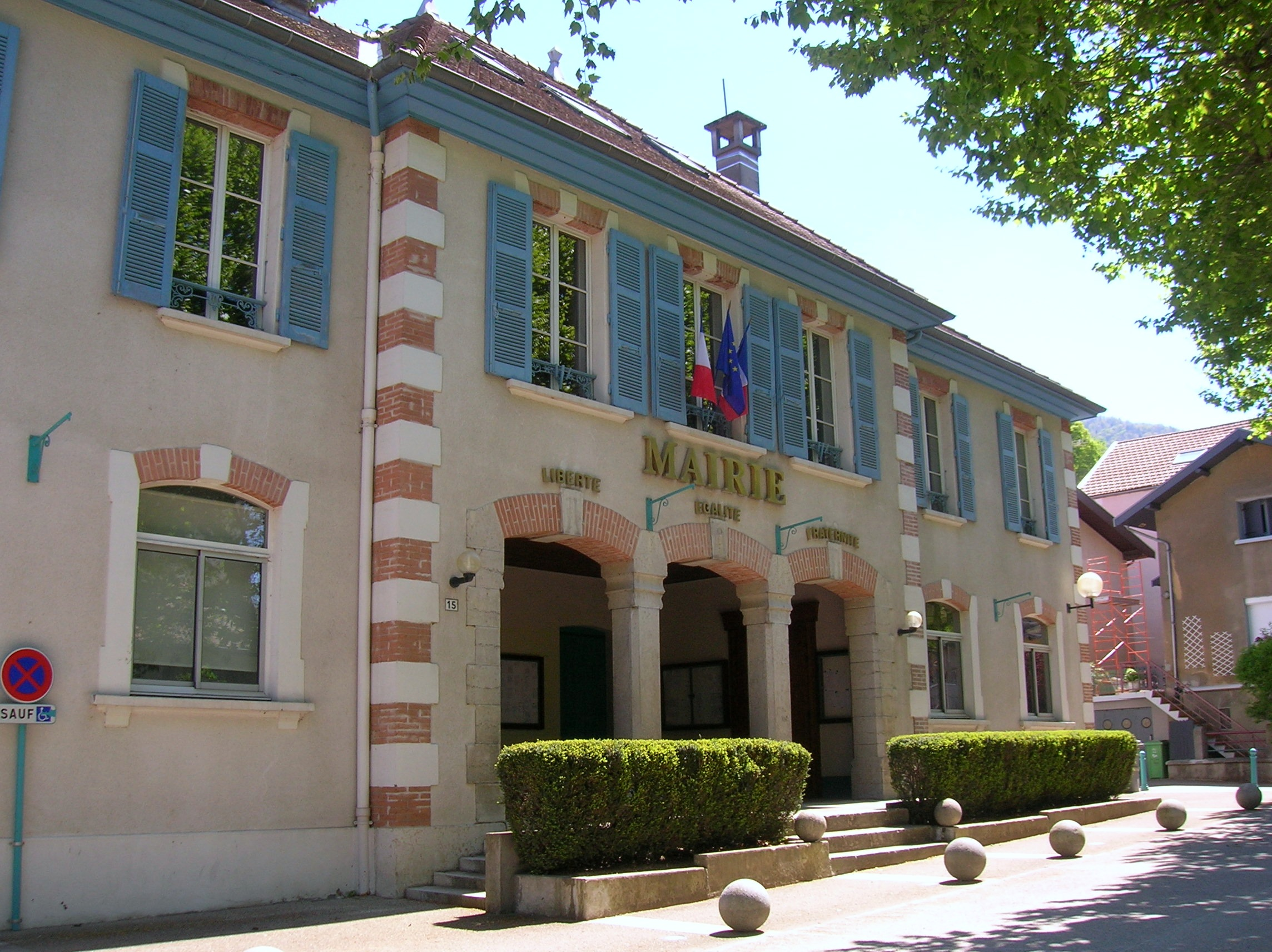
日耶尔市政厅

日耶尔的现任市长为皮埃尔·韦里先生（Pierre VERRI），他是社会党的一名成员，在2020年的市政选举中获得了51.35%的支持率。
| 日耶尔历届市长 | 日耶尔历届市长                | 日耶尔历届市长 |
| 任期           | 市长                          | 党派           |
| -------------- | ----------------------------- | -------------- |
| 1944年－1953年 | Paul COLAS 保罗·科拉斯        | 不详           |
| 1953年－1959年 | Paul GIRAUD 保罗·吉罗         | 不详           |
| 1959年－1965年 | Paul COLAS 保罗·科拉斯        | 不详           |
| 1965年－1971年 | Pierre MEYER 皮埃尔·梅耶      | 不详           |
| 1971年－1977年 | Roger MEFFREYS 罗歇·梅夫雷    | 不详           |
| 1977年－1997年 | Charly GUIBAUD 沙尔利·居博    | PS社会党       |
| 1997年－2012年 | Michel ISSINDOU 米歇尔·伊桑杜 | PS社会党       |
| 2012年－       | Pierre VERRI 皮埃尔·韦里      | PS社会党       |

### 各级选举
| 日耶尔历届投票选举结果 | 日耶尔历届投票选举结果 | 日耶尔历届投票选举结果 | 日耶尔历届投票选举结果 | 日耶尔历届投票选举结果            | 日耶尔历届投票选举结果 | 日耶尔历届投票选举结果 | 日耶尔历届投票选举结果            | 日耶尔历届投票选举结果 | 日耶尔历届投票选举结果 |
| 选举项目               | 选举范围               | 选区单位               | 选区单位内的选举结果   | 选区单位内的选举结果              | 选区单位内的选举结果   | 选区单位内的选举结果   | 选区单位内的选举结果              | 选区单位内的选举结果   | 参考资料               |
| 选举项目               | 选举范围               | 选区单位               | 第一轮胜出者           | 第一轮胜出者                      | 支持率                 | 第二轮胜出者           | 第二轮胜出者                      | 支持率                 | 参考资料               |
| ---------------------- | ---------------------- | ---------------------- | ---------------------- | --------------------------------- | ---------------------- | ---------------------- | --------------------------------- | ---------------------- | ---------------------- |
| 2017年法國總統選舉     | 法國                   | 市镇                   |                        | 埃马纽埃尔·马克龙                 | 29.34%                 |                        | 埃马纽埃尔·马克龙                 | 73.32%                 | [ 21 ]                 |
| 2017年法国立法选举     | 伊泽尔省第二选区       | 市镇                   |                        | 让-夏尔·科拉斯-鲁瓦               | 40.81%                 |                        | 让-夏尔·科拉斯-鲁瓦               | 79.09%                 | [ 21 ]                 |
| 2019年欧洲议会选举     | 法國                   | 市镇                   |                        | 娜塔莉·卢瓦索                     | 24.12%                 | （不适用）             | （不适用）                        | （不适用）             | [ 23 ]                 |
| 2021年法国省级选举     | 伊泽尔省               | 县                     |                        | 弗朗索瓦丝·热尔比耶 达维德·凯罗斯 | 38.44%                 |                        | 弗朗索瓦丝·热尔比耶 达维德·凯罗斯 | 57.61%                 | [ 24 ]                 |
| 2021年法国省级选举     | 伊泽尔省               | 市镇                   |                        | 弗朗索瓦丝·热尔比耶 达维德·凯罗斯 | 26.23%                 |                        | 拉法埃尔·普尼阿尔 西格里·托马     | 53.2%                  | [ 24 ]                 |
| 2021年法国大区选举     |                        | 市镇                   |                        | 法比埃娜·格勒贝尔                 | 23.95%                 |                        | 法比埃娜·格勒贝尔                 | 54.15%                 | [ 25 ]                 |
| 2022年法国总统选举     | 法國                   | 市镇                   |                        | 埃马纽埃尔·马克龙                 | 30%                    |                        | 埃马纽埃尔·马克龙                 | 69.43%                 | [ 21 ]                 |
| 2022年法国立法选举     | 伊泽尔省第二选区       | 市镇                   |                        | 西里埃尔·沙特兰                   | 34.5%                  |                        | 让-夏尔·科拉斯-鲁瓦               | 51.19%                 | [ 21 ]                 |

## 人口
2020年，日耶尔市镇人口数量为7,140，在法国排名第1,497位。其中男性3,478人，女性3,656人，75岁及以上人口占6.2%，外籍人口数量为480人，人口密度为1,030人/平方公里，当地居民被称为（男性）或（女性）。2020年，日耶尔境内出生84人，死亡人口55人。
| 日耶尔1901年－2020年人口变化情况 |
|                                  |
| 数据来源：Cassini、INSEE         |

## 经济
日耶尔是格勒诺布尔的一个近郊卫星城，格勒诺布尔大学城的部分区域位于其境内。截至2023年9月，日耶尔市镇范围内共有各类用人单位（包含自雇）1,248家，平均历史为15年，其中98.87%为中小型企业（PME），2023年7月至9月间，当地的经济活力指数为0。（信息储存处理）、（社会科学研究）及（科学技术研究）是当地2021年营业额最高的三个企业，分别为16,888,501欧元、15,108,336欧元和11,833,149欧元。

## 财政与居民收入
2021年，日耶尔的财政收入总额为9,115,090欧元，财政支出总额为8,619,750欧元，当年的债务总额为2,424,390欧元。2021年，日耶尔市镇通过增值税获得291,480欧元的收入，此外当地还共获得了276,230欧元的国家直接财政补助。
2019年，日耶尔的人均月收入总额为2,606欧元，其中高级职员为3,704欧元，低于法国平均水平（4,230欧元）；中级职员为2,498欧元，高于法国平均水平（2,411欧元）；普通职员为1,797欧元，高于法国平均水平（1,740欧元）。
2020年，日耶尔境内的贫困率为9%，青壮年（15至64岁）失业率为9.6%；2022年，当地57.0%的家庭拥有纳税资格，平均纳税3,486欧元，低于法国平均水平（4,393欧元）。

## 社会事务

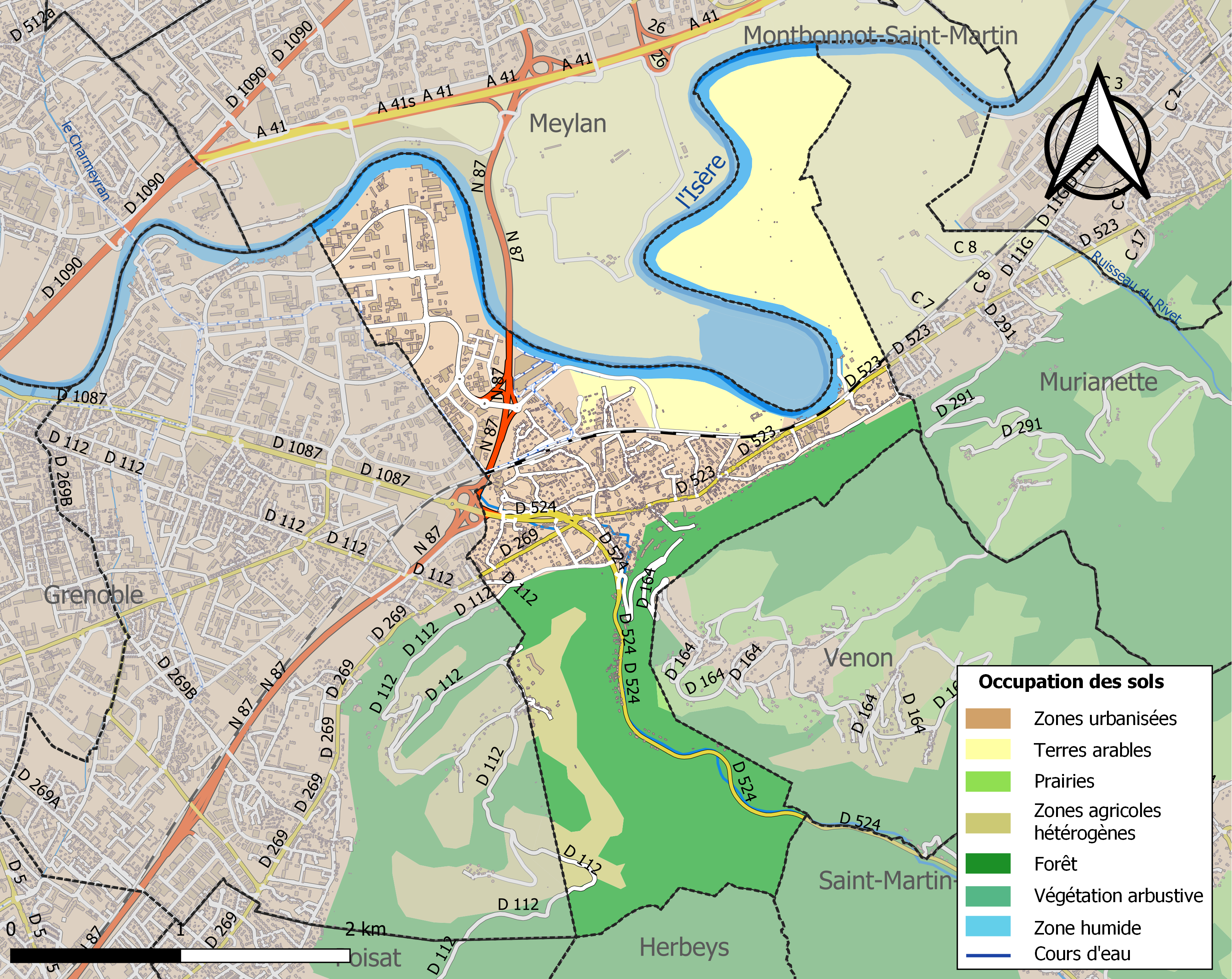
日耶尔土地利用情况地图

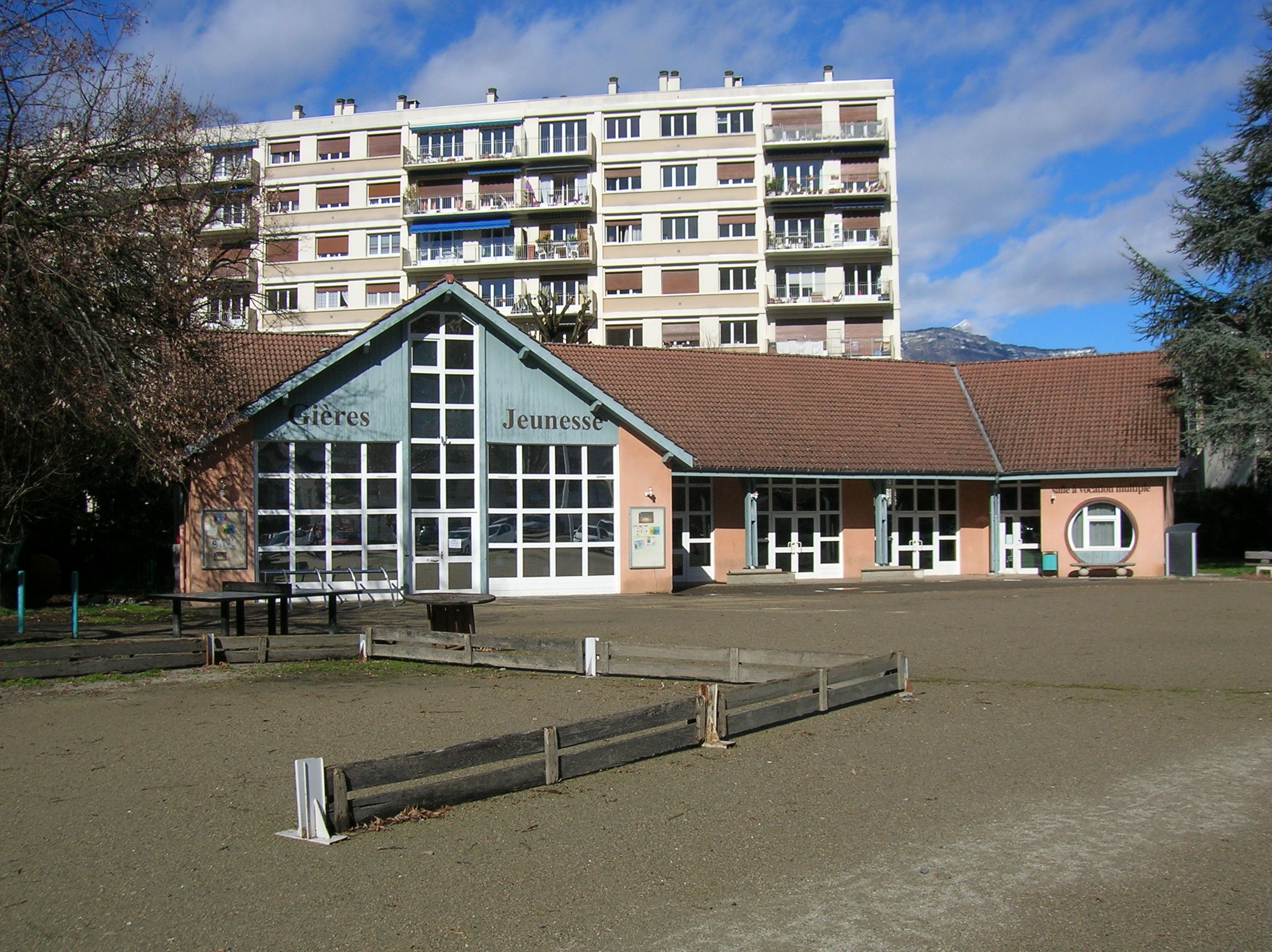
一处社区活动中心

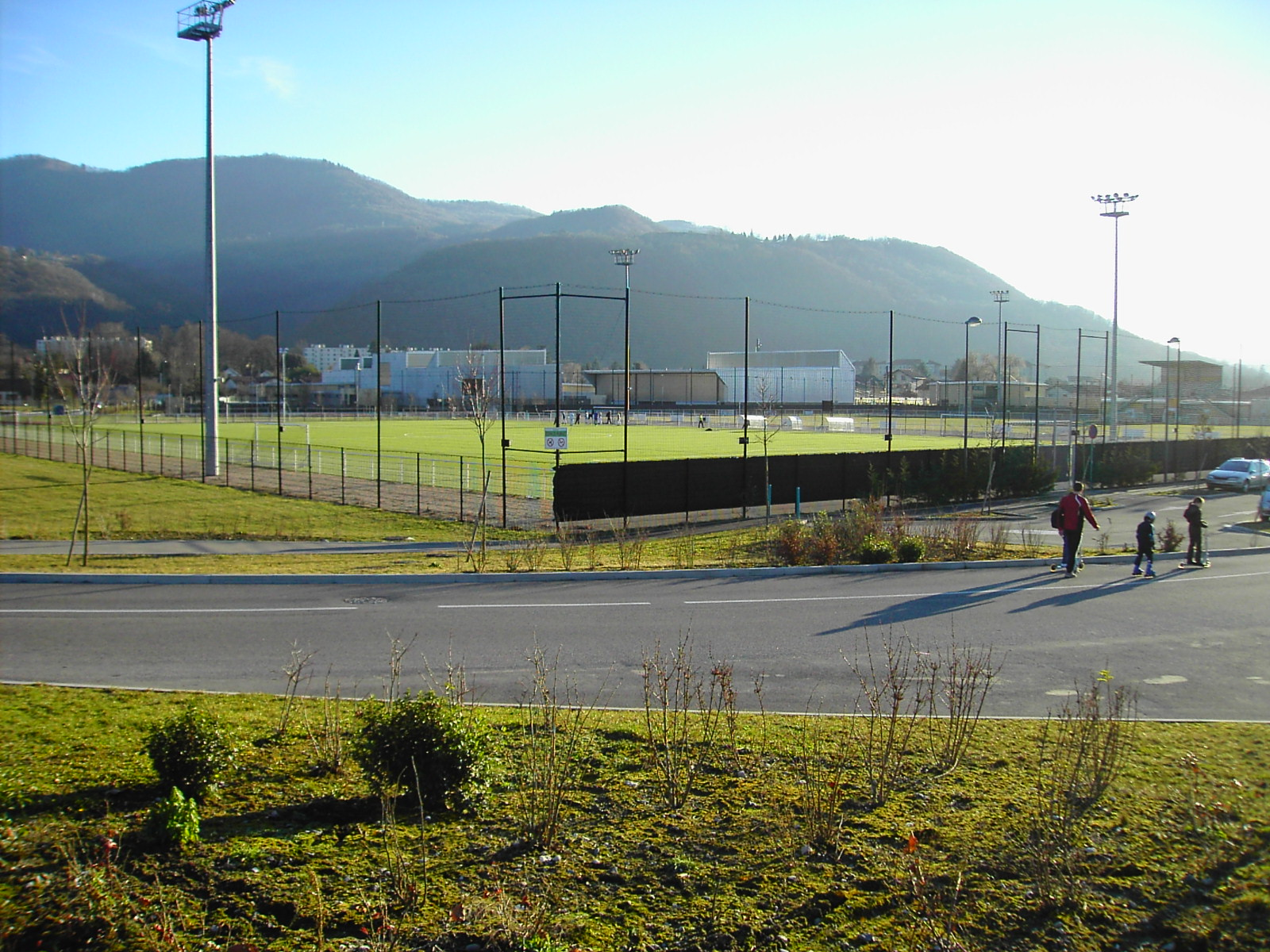
日耶尔体育公园

### 教育
日耶尔属于格勒诺布尔学区。截至2021年1月1日，日耶尔境内共有2所幼儿园、3所小学、2所初级中学、1所普通高中。2021至2022学年度，日耶尔境内共有在校中等教育阶段学生1,196名。
在高等教育方面，格勒诺布尔大学城的部分区域位于日耶尔市镇范围内。

### 医疗
截至2021年1月1日，日耶尔境内共有全科医生11名、保健师21名、牙医3名、护士6名、助产士1名和儿科医生1名。境内共有药房2家、残疾人帮扶中心1家。
距离日耶尔最近的区域性医疗机构为格勒诺布尔大学中心医院，其主病区“北医院”位于拉特龙什市区，距离日耶尔的正常车程大约10分钟，该院设有床位2,063个，是当地规模最大的公立综合性医院。

### 住房
2019年，日耶尔境内共有各类住房3,942套，其中23.8%为独立式居民区，72.9%为集中式居民区。常住房屋占日耶尔市镇范围内居民建筑总量的91.0%。
在住房保障政策方面，2021年，日耶尔境内共有1,059户家庭获得了住房经济补助，受益人数占总人口数量的14.8%，其中1,044份为房租补助。

### 商业
2021年，日耶尔境内共有各类实体商铺123家，其中餐厅16家、大型超市1家、杂货店1家、面包房4家、肉铺1家、装饰品店1家、银行门店3家、美容美发店8家、汽车维修店9家。日耶尔镇中心建有一家Spar便民超市。

### 体育
2021年，日耶尔境内共有3间体育馆、1座综合体育场、30处网球场、3处足球或橄榄球场以及3处篮球或排球场。
截至2023年9月，日耶尔体育联盟（U.S. Gières，编号504338）是日耶尔境内唯一的一家注册足球俱乐部，其主队2023至2024赛季参加伊泽尔省足球联赛甲组（法国第九级别），其主场为保罗·布尔雅体育公园（Parc des sports Paul Bourgeat）。

### 环境
日耶尔的环境事务由其所属的格勒诺布尔阿尔卑斯都会区联合各级政府协调负责。2021年，日耶尔境内暂无污染企业。

### 治安
日耶尔及其附近的共7个市镇是格勒诺布尔警区（zone police de Grenoble）的管辖范围。2020年，该警区累计记录各类案件22,571起，其中盗窃类案件14,117起，经济类案件2,229起，毒品交易类案件573起。

## 文化

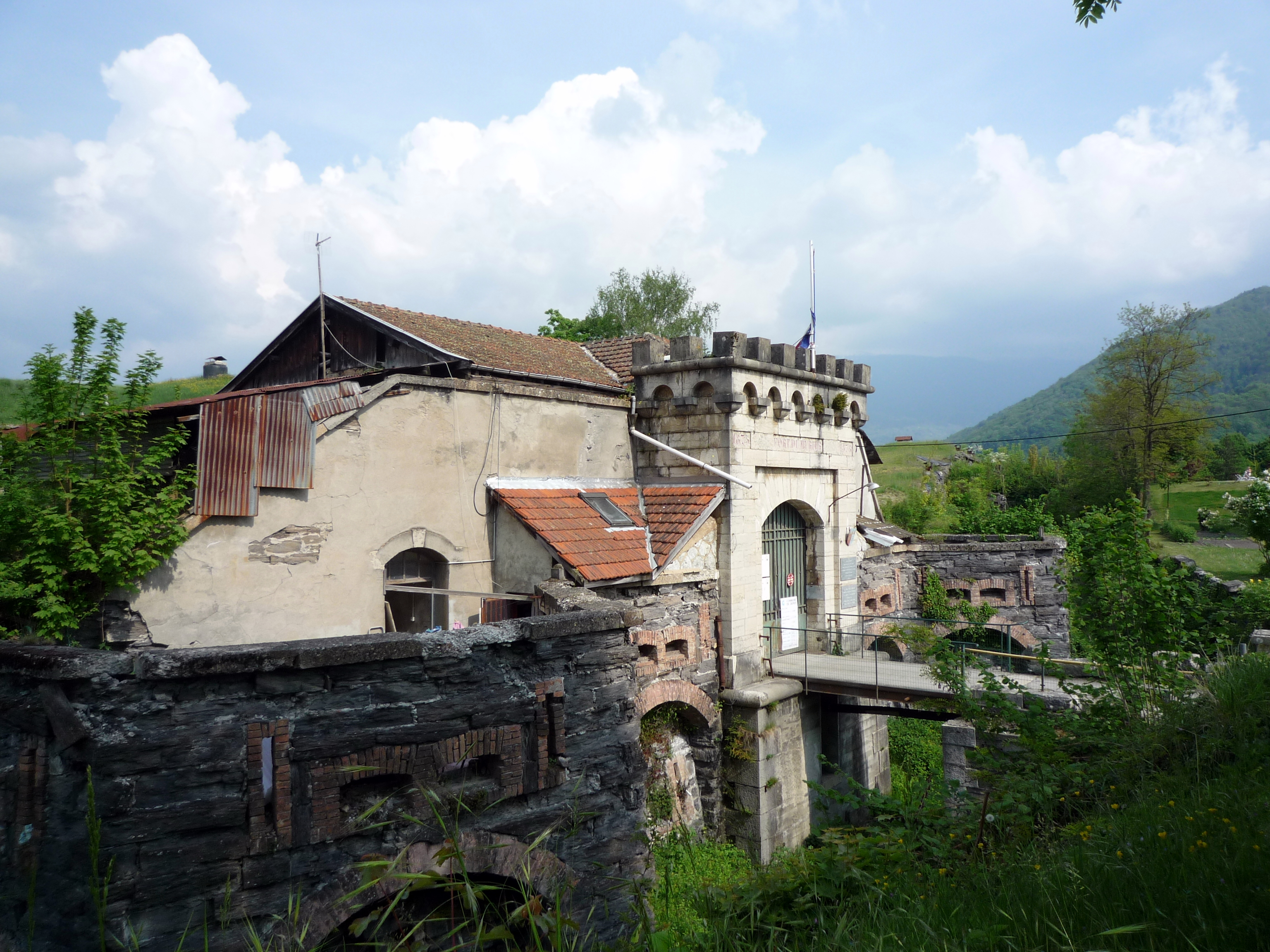
米里耶城堡

2021年，日耶尔境内有1家电影院。日耶尔境内建有弗朗索瓦·密特朗市政图书馆（Bibliothèque municipale François-Mitterrand），每周二至六向公众开放。

### 建筑
日耶尔境内有多处历史建筑，其中米里耶城堡为法国国家文物保护单位，日耶尔城堡则是当地的一处历史地标。

### 旅游
日耶尔的旅游事务由其所属的格勒诺布尔阿尔卑斯都会区负责。2023年，日耶尔境内共有4家酒店共计302间房间。

### 媒体
法国主要的媒体均可在日耶尔接收，法国电视三台下属的奥弗涅-罗讷-阿尔卑斯大区频道在部分时段播出日耶尔所在伊泽尔省的地方新闻。蓝色法兰西伊泽尔广播、Scoop广播、格勒诺布尔电视台、《多菲内自由报》等是当地主要的地方性媒体。

## 相关人物

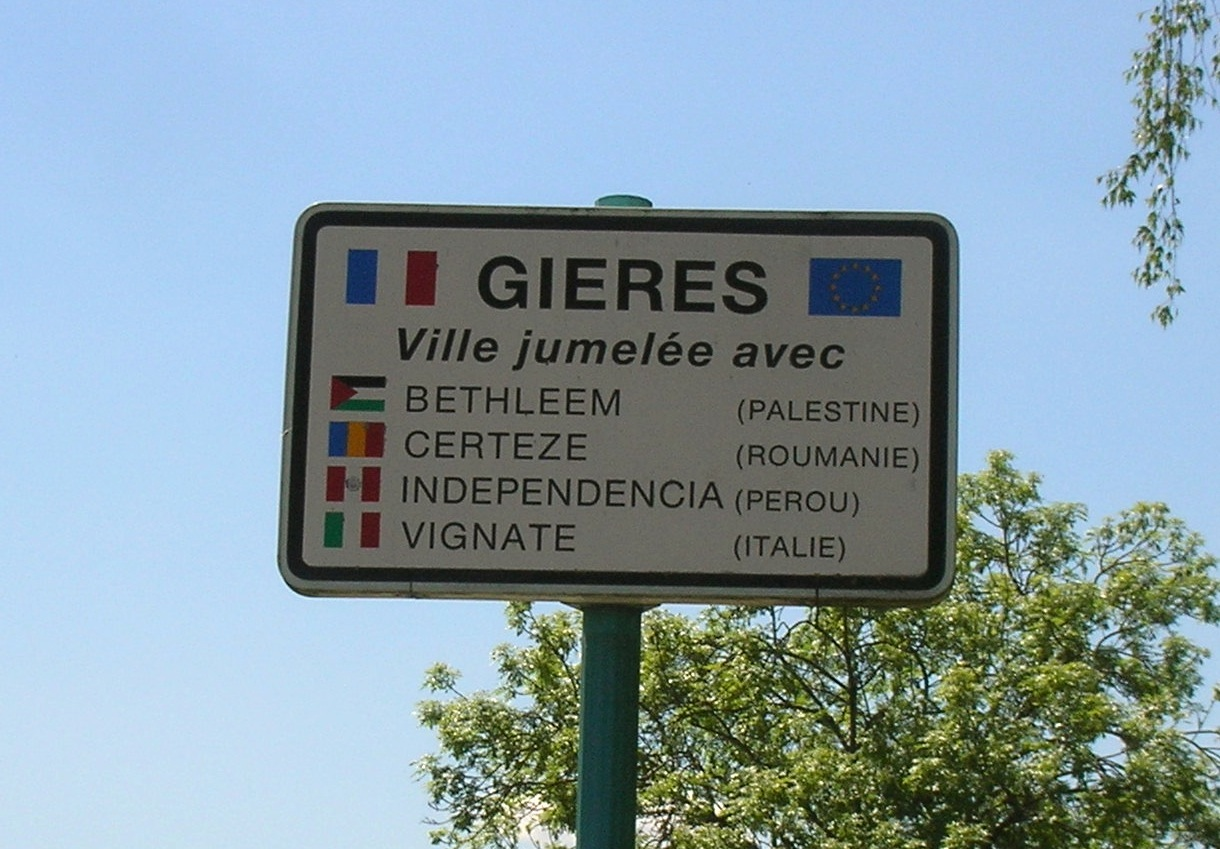
友好城市路牌

## 友好城市
截至2023年9月，日耶尔共与四座城市建立了友好城市关系：
- 義大利 维尼亚泰
- 羅馬尼亞 切尔泰泽乡
- 巴勒斯坦 伯利恒
- 秘魯 独立区